# 6 d'octubre
|  | Per a altres significats, vegeu «Governació del 6 d'Octubre». |

El 6 d'octubre és el dos-cents setanta-novè dia de l'any del calendari gregorià i el dos-cents vuitantè els anys de traspàs. Resta 86 dies per a acabar l'any.

## Esdeveniments
Països Catalans
- 1869, la Bisbal d'Empordà: Revolta federalista i republicana coneguda com el foc de la Bisbal.
- 1934: Lluís Companys proclama l'Estat Català durant els fets del sis d'octubre.
- 1976, El Govern Civil prohibeix els actes populars de solidaritat en la vaga del metall a diverses poblacions del Vallès.
- 1977, Alacant: Miquel Grau, militant del MCPV, rep un cop al cap mentre penjava uns cartells de la Diada del País Valencià. Moriria uns quants dies més tard.
- 1999, El Consell General de la Vall d'Aran modifica oficialment les normes ortogràfiques de l'aranès.
- 2010, Girona: S'inaugura el nou edifici de la Facultat d'Educació i Psicologia de la Universitat, remodelació de l'antic Seminari Diocesà.[1]
- 2012, Barcelona: Lady Gaga va portar la seva gira The Born This Way Ball Tour al Palau Sant Jordi, aconseguint exhaurir les entrades.
- 2015: El Parlament balear confirma el derrogament de la Llei de Símbols, proposat pel govern autonòmic, amb els vots a favor de PSIB, MÉS, Podem, PI i GxF mentre que Cs s'ha abstingut i el PPB ha marxat abans de la votació i no ha votat.[2]

Resta del món
- 1539: L'expedició del conqueridor espanyol Hernando de Soto entra a la ciutat d'Anhainca, actual Tallahassee (Estat de Florida).
- 1600 - Florència (Gran Ducat de Toscana): s'estrena Euridice, d'Ottavio Rinuccini amb música de Jacopo Peri, primera òpera de la que es conserva la música.
- 1713 - Schwedt (Brandenburg, Prússia): Prússia i el Tsarat Rus signen el Tractat de Schwedt en el context de la Gran Guerra del Nord en el que es parteixen territoris suecs. Prússia es queda amb la Pomerània Sueda i Rússia es queda amb l'Íngria Sueca, l'Estònia Sueca i la Carèlia. Prússia també accepta pagar una multa anual a Rússia.
- 1829 - Comença la primera carrera de velocitat de locomotores celebrat a la línia Liverpool-Manchester guanyat per Stephenson i la seva locomotora "Rocket".[3]
- 1833: A Espanya, Carles María Isidre de Borbó és coronat com Carles V d'Espanya, data que es considera el començament de la Primera Guerra Carlina.
- 1908: L'Imperi Austrohongarès s'annexiona Bòsnia i Hercegovina.
- 1973: Comença la Guerra del Iom Kippur[4]
- 1993: El jugador de bàsquet Michael Jordan anuncia la seva retirada.
- 2020, Kirguizstan: la Comissió Electoral Central del país van anul·lar els resultats de les eleccions legislatives.[5]

## Naixements
Països Catalans
- 1893 - La Selva del Camp: Bonaventura Gassol i Rovira (Ventura Gassol), poeta i polític català. Conseller de Cultura i president interí de la Generalitat de Catalunya (m. 1980).[6]
- 1915 - els Guiamets (el Priorat): Neus Català i Pallejà, supervivent del camp de concentració nazi de Ravensbrück.(m. 2019).[7]
- 1933 - Sant Vicent del Raspeig, Alacantí: José Vicente Beviá Pastor fou un polític socialista valencià que fou senador i diputat per Alacant.
- 1941 - Barcelona: Lluís Bassat i Coen, publicista català.
- 1954 - Huelva: Manuela de Madre Ortega, política catalana.[8]
- 1968 - Castelldefels: Xavier Escaich i Ferrer, futbolista català.
- 1972 - Barcelona: Virginia Pérez Alonso, periodista catalana, directora del diari Público.[9]
- 1978 - Barcelona: Oriol Vila i Cristóbal, actor català.

Resta del món
- 1552 - Macerata (Itàlia): Matteo Ricci, missioner catòlic jesuïta, introductor del cristianisme a la Xina (m. 1610).[10]
- 1565 - París (França): Marie de Gournay, escriptora, editora protofeminista i alquimista (m. 1645).[11]
- 1591 - Florència: Settimia Caccini, cantant i compositora italiana (m. ca 1660).[12]
- 1773 - París (França): Lluís Felip I de França, rei de França del 1830 al 1849 (m. 1850).[13]
- 1820 - Estocolm (Suècia): Jenny Lind, soprano sueca, coneguda com "El rossinyol suec" (m. 1887).[14]
- 1831 - Brunsvic: Richard Dedekind, matemàtic (m. 1916).[15]
- 1882 - Tymoszówka, prop de Kíiv, Ucraïna: Karol Szymanowski, compositor polonès (m. 1937).[16]
- 1887
  - Brno, República Txeca: Maria Jeritza, nascuda Maria Jedlicková, cèlebre soprano morava.
  - La Chaux-de-Fonds (Suïssa): Le Corbusier, arquitecte, urbanista, decorador i pintor considerat com un dels principals representants del Moviment Modern (m. 1965).[17]
- 1897 - Easton, Pennsylvania: Florence Seibert, bioquímica americana que inventà el test de la tuberculosi (m. 1991).[18]
- 1903 - Dungarvan (Irlanda): Ernest Walton, físic irlandès, Premi Nobel de Física de 1951 (m. 1996).
- 1908 - Fort Wayne, Indiana (Estats Units): Carole Lombard, actriu estatunidenca (m. 1942).[19]
- 1913 - Berlín: Meret Oppenheim, artista surrealista suïssa d'origen alemany (m. 1985).[20]
- 1914 - Londres: Joan Littlewood, directora de teatre anglesa (m. 2002).[21]
- 1916 - Madrid: Pablo Palazuelo, pintor i escultor espanyol (m. 2007).
- 1923 - Adana, Turquia: Yaşar Kemal, escriptor turc. Premi Internacional Catalunya de l'any 1996 (m. 2015).[22]
- 1930 - Qardaha, Síria: Hafez al-Àssad, polític sirià, president del país entre 1971 i 2000 (m. 2000).[23]
- 1931 - Gènova (Itàlia). Riccardo Giacconi, físic estatunidenc d'origen italià, Premi Nobel de Física de l'any 2002 (m. 2018).[24]
- 1937 - Verona, Itàlia: Mario Capecchi, genetista estatunidenc d'origen italià, Premi Nobel de Medicina o Fisiologia de l'any 2007.[25]
- 1941 - Auckland, Nova Zelanda: John Nicholson, pilot de curses automobilístiques neozelandès.
- 1948 - Belfast, Irlanda del Nord: Gerry Adams, polític nord-irlandès, representant de Belfast Oest al Parlament del Regne Unit i president del Sinn Féin.[26]
- 1955 - Xangai (Xina): Wang Huning (en xinès 王沪宁),polític xinès, membre del Comitè Permanent del Politburó del Partit Comunista de la Xina (2017-).[27]
- 1966 - Bilbao, País Basc, Espanya: Adolfo Cabrales, conegut com "Fito", músic basc.

## Necrològiques
Països Catalans
- 1497 - València: Joan Roís de Corella, poeta (62 anys).[28]
- 1893 - Barcelona: Paulí Pallàs i Latorre, anarquista català (n. 1862).[29]
- 1970 - San Cristóbal de la Laguna, Tenerife: Anna Rebeca Mezquita Almer, poetessa valenciana (n. 1890).[30]
- 1979, El Port de la Selva: Maria Rosa de Navas i Escuder, ceramista catalana.[31]
- 1991 - Barcelona: Sònia Rescalvo Zafra, dona transsexual assassinada per un grup de neonazis al Parc de la Ciutadella.[32]
- 2006 - Terrassa: Antoni Gutiérrez Díaz, el Guti, pediatre i polític (n. 1929).[33]
- 2018 - Barcelona: Montserrat Caballé i Folch, soprano i cantant d'òpera.[34]
- 2020 - Barcelona: Alfons Borrell i Palazón, pintor (n. 1931).[35]

Resta del món
- 1214 - Gutierre-Muñoz, Regne de Castella: Alfons VIII de Castella, rei, fundador de l'Orde de Sant Jaume i l'Orde dels Hospitalers de Burgos
- 1661 - Ulm, Alemanya: Martin Zeiller, teòleg protestant
- 1676 - Milà, Itàlia: Claudia Rusca, compositora, cantant i organista italiana (n. 1593).[36]
- 1777 - París: Marie-Thérèse Rodet Geoffrin, escriptora i salonnière francesa, figura destacada de la Il·lustració (n. 1699).[37]
- 1789 - Londres: Cecilia Young, gran soprano anglesa, vinculada a la música de Händel.[38]
- 1836 - Amsterdam, Països Baixos: Johannes Jelgerhuis, pintor i actor neerlandès.
- 1912 - Lucerna, Suïssa: Auguste Beernaert, advocat i polític flamenc, Premi Nobel de la Pau de 1909 (n. 1829).
- 1919 - Miraflores (Lima, Perú): Ricardo Palma, escriptor peruà (n. 1833).
- 1951 - Filadèlfia, Pennsilvània (EUA): Otto Fritz Meyerhof, fisiòleg alemany, Premi Nobel de Medicina o Fisiologia de 1922 (n. 1884).
- 1979 - Boston: Elizabeth Bishop, poeta estatunidenca, Premi Pulitzer de poesia el 1956 (n. 1911).[39]
- 1981 - El Caire, Egipte: Ànwar el-Sadat, militar i polític egipci, president del país, assassinat per integristes islàmics[40] (n. 1918)
- 1989 - Neuilly-sur-Seine, França: Bette Davis, actriu estatunidenca.[41]
- 1999 - Lisboa, Portugal: Amália Rodrigues, fadista, cantant i actriu (79 anys).[42]
- 2010 - Saint-Rémy-lès-Chevreuse, Illa de França: Colette Renard, actriu i cantant francesa (n. 1924).[43]
- 2015 - Budapest, Hongria: Árpád Göncz, president d'Hongria (n. 1922)[44]
- 2018 - EUA: Los Angeles, Califòrnia Scott Wilson Actor nord-americà.
- 2020 – Santa Monica, Califòrnia, EUA: Eddie Van Halen, guitarrista neerlandès-estatunidenc (n. 1955).

## Festes i commemoracions
- Onomàstica: sants Fe d'Agen, màrtir; Enímia de Burlatis, abadessa; Bru de Colònia, fundador de l'Orde de la Cartoixa; beata Maria Anna Mogas i Fontcoberta, fundadora de les Franciscanes Missioneres de la Mare del Diví Pastor; sant William Tyndale (només Església Anglicana).